# EXPG
EXPG STUDIO（イーエックスピージー スタジオ）は、LDHが運営するダンススクール。EXPGは、EXILE PROFESSIONAL GYMの略。

## 概要
2003年10月に開業。LDHが芸能事務所以外に取り組んだ最初の事業である。2013年4月から新たに設立された株式会社expgが運営し、2025年1月から再びLDHが運営する。2025年現在、国内と海外合わせて計11校を展開している。東京校、名古屋校、大阪校などに限られるがダンス以外にボーカル、アクト、ラップ、DJが学べる。
2004年から各校の発表会「EX SHOW」を開催していたが、2018年から各校の発表会「THE STAGE」と、選抜された生徒のライブ「REX THE LIVE」を開催している。

## 沿革
- 2003年10月、東京校が東京都渋谷区代々木に開校[8]。
- 2005年6月1日、宮崎校が宮崎県宮崎市橘通東に開校[9]。
- 2007年1月14日、札幌校が北海道札幌市中央区に開校[10]。
- 2007年9月1日、大阪校が大阪府大阪市西区に開校。
- 2008年7月1日、松山校が愛媛県松山市湊町に開校。
- 2009年4月1日、福岡校が福岡県福岡市中央区に開校[11]。
- 2009年5月25日、東京校が東京都目黒区東山へ移転[12]。
- 2009年9月1日、台北校が台湾台北市信義区に開校[13]。
- 2010年12月18日、沖縄校が沖縄県那覇市松尾に開校[14]。
- 2012年9月1日、名古屋校が愛知県名古屋市東区に開校[15]。
- 2013年7月25日、沖縄校が沖縄県那覇市旭町へ移転[16]。
- 2013年9月17日、横浜校が神奈川県横浜市神奈川区に開校[17]。
- 2014年9月1日、NY校が米国ニューヨーク州ニューヨーク市マンハッタン区に開校[18]。
- 2015年7月13日、大宮校が埼玉県さいたま市大宮区に開校[19]。
- 2016年10月3日、京都校が京都府京都市中京区に開校[20]。
- 2017年3月20日、仙台校が宮城県仙台市青葉区に開校[21]。
- 2017年8月16日、東京校が東京都目黒区青葉台へ移転[22]。
- 2019年1月18日、LA校が米国カリフォルニア州ロサンゼルス市ハリウッドに開校。
- 2021年9月27日、上海金橋校が中国上海市浦東新区に開校[23]。
- 2021年12月23日、上海西岸校が中国上海市徐匯区に開校[24]。
- 2023年2月4日、沖縄校が沖縄県中頭郡北中城村のイオンモール沖縄ライカムへ移転[3]。
- 2023年8月、松山校が閉校[25]。
- 2024年1月25日、船橋校が千葉県船橋市浜町のビビット南船橋に開校[26]。
- 2024年2月、仙台校が閉校。同年3月には宮崎校が閉校[27]。
- 2025年2月2日、福岡校が福岡県福岡市博多区のららぽーと福岡へ移転[28]。

## 関連人物
五十音順

### 東京校
- AKIRA（EXILE） - 立ち上げスタッフ、インストラクターを務めていた[29]。
- 有安杏果（ももいろクローバーZ）
- 生田梨沙（EGD、E-girls）
- 石井杏奈（bunny、E-girls）
- 稲垣莉生（bunny、E-girls）
- 岩本照（Snow Man）[30]
- AERON（THE JET BOY BANGERZ）
- Emyli - インストラクター
- 小川史記（BUDDiiS）
- 小田柚葉（Girls²、miracle²）
- 小野塚勇人（劇団EXILE）
- 楓（Happiness、E-girls）
- KAZUKI（DOBERMAN INFINITY）
- 木津レイナ（EGD、E-girls）
- 木村慧人（FANTASTICS）
- K（&TEAM）
- KEIJI（EXILE） - インストラクターを務めていた。
- KENCHI（EXILE） - インストラクターを務めていた。
- KOTA（THE JET BOY BANGERZ）
- 狐塚来愛（OnePixcel）
- 小林直己（EXILE、三代目 J SOUL BROTHERS）
- 小森隼（GENERATIONS）
- 櫻井佑樹（劇団EXILE）
- 佐々木萌詠
- 佐藤峻乃介（KID PHENOMENON）
- 佐藤大樹（EXILE、FANTASTICS）
- 佐野玲於（GENERATIONS）
- 佐原モニカ
- 澤本夏輝（FANTASTICS）
- SHIGETORA（THE JET BOY BANGERZ）
- ショウタロウ（RIIZE）
- 杉浦優來（Lucky²、lovely²）
- 鈴木昂秀（THE RAMPAGE）
- 鈴木伸之（劇団EXILE）
- 須田アンナ（EGD、E-girls、Happiness、スダンナユズユリー）
- 世界（EXILE、FANTASTICS） - インストラクターを務めていた。
- 関口メンディー（GENERATIONS、EXILE）
- 立石俊樹
- chay
- TETSUYA（EXILE） - インストラクターを務めていた。
- 野畑慎（Rootless）
- 長谷川慎（THE RAMPAGE）
- 春川恭亮（劇団EXILE）
- 半田龍臣（PSYCHIC FEVER）
- 坂東希（Flower、E-girls）
- 深澤日彩（Lucky²）
- 深堀未来（BALLISTIK BOYZ）
- 前田拳太郎（劇団EXILE）
- 町田啓太（劇団EXILE）
- 松下洸平 [31]
- 水野絵梨奈（Flower、E-girls）
- 宮田悟志
- MIYUU（Happiness、E-girls）
- MIRANO（MOONCHILD）
- 武藤千春（Flower、E-girls）
- Meik（J☆Dee'Z）
- 山口乃々華（bunny、E-girls）
- 勇士（BuZZ）
- RIKU（THE RAMPAGE）
- 龍（THE RAMPAGE）
- Leola
- 渡邉真梨奈（EGD、E-girls）

### 宮崎校
- 上田眞央
- 小川桜花（Girls²、magical²）
- 城戸愛莉
- SAYAKA（Happiness、E-girls）
- 重留真波（Flower、E-girls）
- 日髙竜太（BALLISTIK BOYZ）
- 増田來亜（Girls²、magical²）
- YURINO（Happiness、E-girls、スダンナユズユリー）

### 札幌校
- 青柳翔（劇団EXILE）
- 稲場愛香（PEACEFUL、カントリー・ガールズ、Juice=Juice）
- 佐藤広大
- SHOKICHI（EXILE）
- 高橋祐理（Zero PLANET）
- 花岡領太（NORD）
- 八木将康（劇団EXILE）
- 山上綾加（DiVA）
- 渡邉ひかる（SUPER☆GiRLS）

### 大阪校
- 足立涼夏（miracle²）
- Ayumu Imazu
- 井上一太（AmBitious / 関西ジャニーズJr.）[32]
- 岩城星那（LIL LEAGUE）
- 岩谷翔吾（THE RAMPAGE）
- 奥田力也（BALLISTIK BOYZ）
- 数原龍友（GENERATIONS）
- 片寄涼太（GENERATIONS）
- 川村壱馬（THE RAMPAGE）
- 川本璃（Happiness、E-girls）
- ココ（izna）
- 後藤拓磨（THE RAMPAGE）
- 小西彩乃（東京女子流）
- 佐藤來良（BUGVEL）
- サナ（TWICE）
- 陣（THE RAMPAGE）
- 砂田将宏（BALLISTIK BOYZ）
- 隅谷百花（Girls²、magical²）
- 夫松健介（KID PHENOMENON）
- 武田杏香（bunny、E-girls）
- 武知海青（THE RAMPAGE）
- 武部柚那（bunny、E-girls）
- 剣（PSYCHIC FEVER）
- 中江友梨（東京女子流）
- 中島颯太（FANTASTICS）
- 中島美央（Flower、E-girls）
- 中嶋桃花（E-girls）
- 中務裕太（GENERATIONS） - インストラクターを務めていた。
- 中西椋雅（PSYCHIC FEVER）
- 中元みずき
- 萩尾美聖（bunny、E-girls）
- 菱田未渚美（Girls²、mirage²）
- 日高真宙（BUGVEL）
- HINATA（THE JET BOY BANGERZ）
- 藤井夏恋（Happiness、E-girls）
- 藤井萩花（Flower、E-girls）
- 古川優奈
- 古瀬直輝（OCTPATH）
- 水口裕斗（ONF）
- MIMU（Happiness、E-girls）
- 村島未悠（CHERRSEE）
- 百田隼麻（LIL LEAGUE）
- 柳ゆり菜
- 山下健二郎（三代目J Soul Brothers） - インストラクターを務めていた。
- 山本光汰（KID PHENOMENON）
- YUHI（DEEP SQUAD、THE JET BOY BANGERZ）
- YUNA（iScream）
- 渡辺未優（lovely²）

### 松山校
- 白濱亜嵐（GENERATIONS、EXILE）
- 中山佳子
- 長谷部萌香（ひめキュンフルーツ缶）

### 福岡校
- 市來杏香（Flower、E-girls）
- 上村梨々香（Lucky²）
- 浦川翔平（THE RAMPAGE）
- 佐藤寛太（劇団EXILE）
- 塩ノ谷早耶香
- 瀬口黎弥（FANTASTICS）
- 鶴屋美咲（Girls²、magical²）
- 中村竜大（LIL LEAGUE）
- 藤原樹（THE RAMPAGE）
- 松井利樹（BALLISTIK BOYZ）
- MANATO（BE：FIRST）[33]
- 山口綺羅（Girls²、mirage²）
- 山下結衣（lovely²）
- 山田晃大（LIL LEAGUE）
- RYUKI（MAZZEL）[33]
- 鷲尾伶菜（Flower、E-girls）

### 沖縄校
- 神谷健太（THE RAMPAGE）
- 小波津志（PSYCHIC FEVER）
- 知念和汰（n.SSign）
- 永山椿（Lucky²）
- 比嘉優和（Lucky²）
- 与那嶺瑠唯（THE RAMPAGE）

### 名古屋校
- WEESA（PSYCHIC FEVER）
- 佐藤景瑚（JO1）
- JIMMY（PSYCHIC FEVER）
- 中尾翔太（FANTASTICS）
- HIROTO（WOLF HOWL HARMONY）
- 堀夏喜（FANTASTICS）
- RIO（NiziU）
- RUI（iScream）

### 横浜校
- 薄倉里奈（miracle²、REVE、KAIJU ON THE STAGE）
- 遠藤翼空（KID PHENOMENON）
- 上谷沙弥(スターダム)女子プロレスラー
- KENSUKE（Buzz）
- 坂口梨乃（IS：SUE）
- 佐藤妃希（Lucky²）
- 清水謙太  (Buzz)
- 難波碧空（LIL LEAGUE）
- 南部海人
- 原田都愛（Girls²、mirage²）
- 森朱里（Lucky²）
- 山口莉愛（Lucky²、lovely²）
- YUMA（CHERRSEE）
- 渡邉廉（PSYCHIC FEVER）

### 大宮校
- 石井蘭（Girls²、mirage²、ME:I）
- 海沼流星（BALLISTIK BOYZ）
- 佐藤栞奈（Lucky²）
- RYOJI（DEEP SQUAD、WOLF HOWL HARMONY）

### 京都校
- AOI（THE JET BOY BANGERZ）
- 大平祥生（JO1）
- 岡尾琥珀（KID PHENOMENON）
- 岡尾真虎（LIL LEAGUE）
- 川口蒼真（KID PHENOMENON）
- TAKI（THE JET BOY BANGERZ）

### 仙台校
- 加納嘉将（BALLISTIK BOYZ）
- 鈴木瑠偉（KID PHENOMENON）
- HINATA（iScream）

### 上海校
- AKIRA（EXILE） - 名誉校長、首席芸術総監に就任[34]。

## 備考
- 2016年に映画の企画ユニットQuestyを結成した。
- 2017年から放送するガールズ×戦士シリーズの企画ユニットをマネジメントしている[35]。
- 2017年から使用しているロゴは、NIGOプロデュースのもとグラフィティアーティストFUTURAがデザインした[6]。

## EXPG高等学院
EXPG高等学院（イーエックスピージー こうとうがくいん）は、日本の高等学校。
2020年4月、株式会社expgと通信制学校法人の「学校法人角川ドワンゴ学園N高等学校」が業務提携し、ダンスを学びながら高校卒業資格を取得する「EXPG高等学院」を開校。

### 学長
- EXILE TETSUYA（2020年4月 - 2024年3月）[37]
- 中務裕太（2024年4月 - ）[38]